# Bettina Dieterle
Bettina Dieterle (* 6. September 1965 in Basel) ist eine Schweizer Schauspielerin und Kabarettistin.

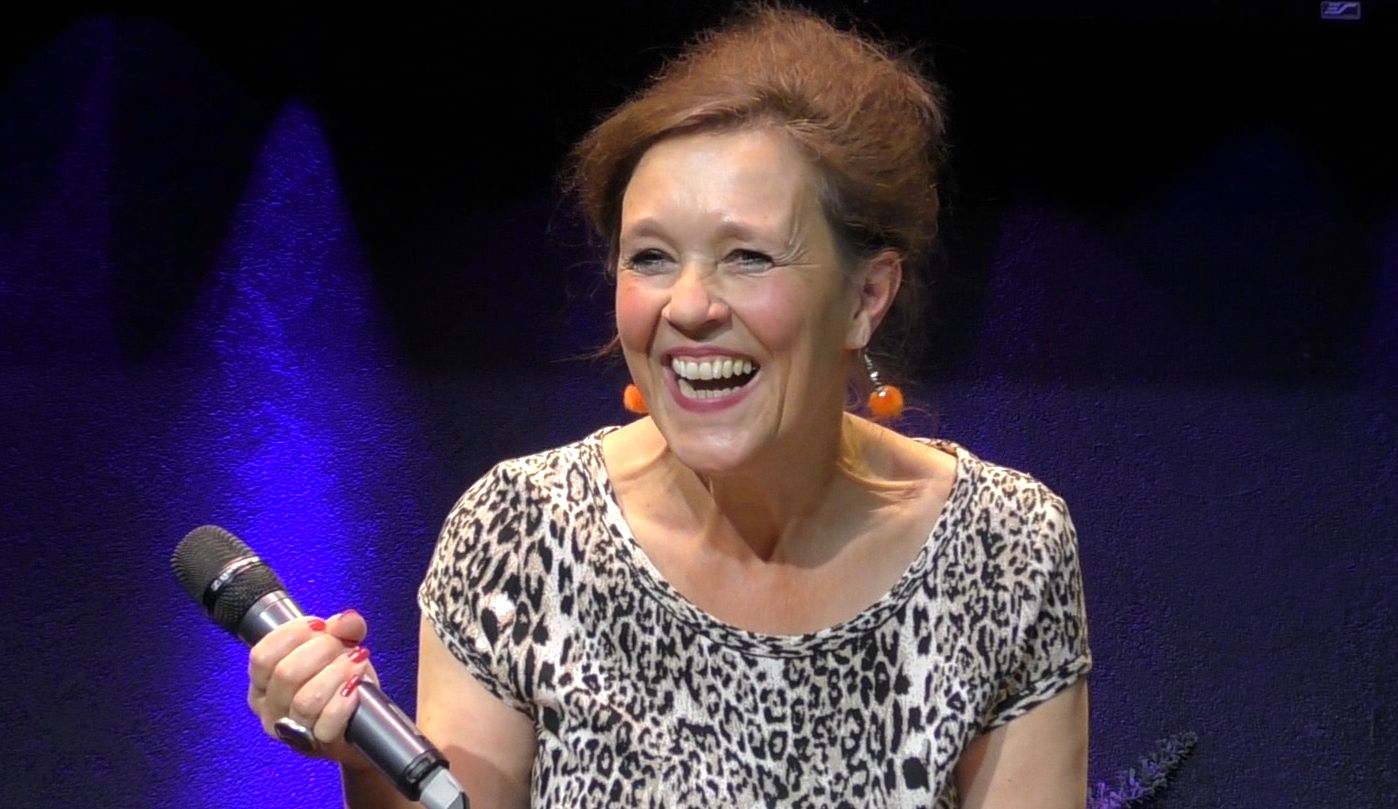
Bettina Dieterle während einer Nummer 2022 in Zürich

## Leben
Bettina Dieterle war als Jugendliche in verschiedenen Rockbands und im Basler Jugendtheater tätig. Sie verstand sich als Punkerin und war Teil der militanten Jugendbewegung von 1980 rund ums Basler Autonome Jugendzentrum. Von 1986 bis 1988 machte sie eine Ausbildung als Bewegungsschauspielerin an der Theaterschule comart in Zürich. Danach erhielt sie bis 1994 mehrere Gastverträge als Mimin und Bewegungsschauspielerin am Opernhaus Zürich und spielte unter anderem in Märchenproduktionen des Bernhard-Theaters. 1989 gehörte sie zur Kabarettgruppe Covergirls, aus denen später die Acapickels entstand. 1990 besuchte sie für zwei Jahre die European Film Actor School in Zürich, danach machte sie eine Gesangsausbildung. Mit den Acapickels trat Bettina Dieterle an Fernsehen und Radio sowie auf Bühnen in der Schweiz und Deutschland auf, bevor sie 1993 ausstieg. Zuvor noch wurde sie im Jahr 1992 Mitglied der Kabarettgruppe Friends, die Sketch-Einspieler für die Unterhaltungssendung Benissimo produzierte.
Zwischen 1994 und 1996 spielte und sang Bettina Dieterle in einem Jugendstück im Zürcher Theater Bruchstein. Dazwischen ging sie auf eine viermonatige Ägyptentournee mit einem eigenen Stück für Kinder. 1996 war sie an der Gründung des Kabaretttrios touche ma bouche beteiligt, mit dem sie eine Schweizer Tournee absolvierte. Während sie über die Jahre immer wieder kleine Rollen in Fernsehproduktionen übernommen hatte, spielte sie ab 1997 in der bis 2001 laufenden Sitcom Mannezimmer ihre erste Hauptrolle am Fernsehen. Im Jahr 1999 konnte sie für das Schweizer Fernsehen das Arosa Humor-Festival moderieren. Ab 2003 spielte sie in der Fernsehserie Flamingo, in Filmen des Schweizer Fernsehens, trat in Genial daneben auf und erhielt eine Rolle in der Satiresendung Café Bâle. Ebenfalls trat sie weiterhin in verschiedenen Theatern und Kabarettprogrammen auf. Als Regisseurin inszenierte Bettina Dieterle seit 1989 Theaterstücke, Tanzstücke und Modenschauen.